# Vincas Krėvė-Mickevičius
Vincas Mickevičius (n. 19 octombrie 1882 – d. 17 iulie 1954), cunoscut sub pseudonimul Vincas Krėvė-Mickevičius sau Vincas Krėvė, a fost un scriitor, filolog și folclorist lituanian.
Creația sa, în mare parte de factură romantică, poartă amprenta motivelor și stilul creației folclorice și explorează cu precăderea lumea rurală lituaniană.
A fost influențat de scriitorii: Józef Ignacy Kraszewski, Adam Mickiewicz și Mihail Lermontov.
A condus revistele Skaitymai și Tauta ir žodis.

## Biografie
S-a născut într-o familie de țărani săraci.
Tradițiile regiunii natale apar frecvent în opera sa.
În 1898 începe cursurile ca student la seminarul catolic de la Vilnius, dar doi ani mai târziu este exmatriculat.
În 1904 începe să studieze la Universitatea de la Kiev.
În 1944 se stabilește în Austria.
În 1947 este invitat de către Universitatea din Pennsylvania să studieze aici și se mută în SUA, unde rămâne până la sfârșitul vieții.

## Scrieri
- 1906/1912: Legende povestite de bătrânii din Dainava ("Dainavos šalies senų žmonių padavimai")
- 1911: Šarūnas
- 1925: Skirgaila
- 1929: Pe căile destinului ("Likimo keliai")
- 1935: Moartea lui Mindaugas ("Mindaugo mirtis")
- 1940: Sub acoperișul de paie ("Šiaudinėj pastogėj").

1. ↑  Autoritatea BnF, accesat în 10 octombrie 2015